# کوانزا
کوانزا (‎/ˈkwɑːn.zə/‎) جشن سالانه فرهنگ آفریقایی- آمریکایی است که در ایالات متحده از دسامبر ۲۶ تا ۱ ژانویه برگزار می‌شود، کوانزا برای اولین بار در سال ۱۹۶۶ جشن گرفته شد. این تعطیلات توسط جدایی طلبان سیاه‌پوست آمریکا، مولانا کارنگا ایجاد شده‌است. جشن تعطیلات کوانزا با کاهش علاقه و حمایت از جدایی طلبی سیاه در ایالات متحده به‌طور پیوسته کاهش یافته‌است.

## تاریخ و اخلاق
مولانا کارنگا آمریکایی کوانزا را در سال ۱۹۶۶ به عنوان یک تعطیلات خاص آفریقایی-آمریکایی خلق کرد. کارنگا گفت هدف وی «دادن جایگزینی به سیاه پوستان برای تعطیلات موجود و دادن فرصتی به سیاهپوستان برای جشن گرفتن خود و تاریخشان است، نه اینکه به سادگی تقلید از عمل جامعه غالب باشد.» کوانزا یک جشن است که ریشه در مارکسیسم و در تجزیه طلبی سیاه دارد. برای Karenga، یکی از چهره‌های اصلی جنبش سیاه قدرت دهه ۱۹۶۰ و ۱۹۷۰، ایجاد چنین تعطیلات همچنین تأکید بر این فرضیه اساسی است که: «شما باید قبل از انقلاب خشن، یک انقلاب فرهنگی داشته باشید. انقلاب فرهنگی هویت، هدف و جهت را می‌بخشد.»
به گفته کارنگا، نام کوانزا از عبارت سواحیلی matunda ya kwanza گرفته شده‌است، به معنی «اولین میوه‌های برداشت». ترجمه مرسوم تر به معنای ساده «اولین میوه‌ها» است.
در سالهای اولیه کوانزا، Karenga گفت که این جایگزینی برای کریسمس است. او معتقد بود که عیسی روان پریش است و مسیحیت یک مذهب «سفید» است

## نمادها

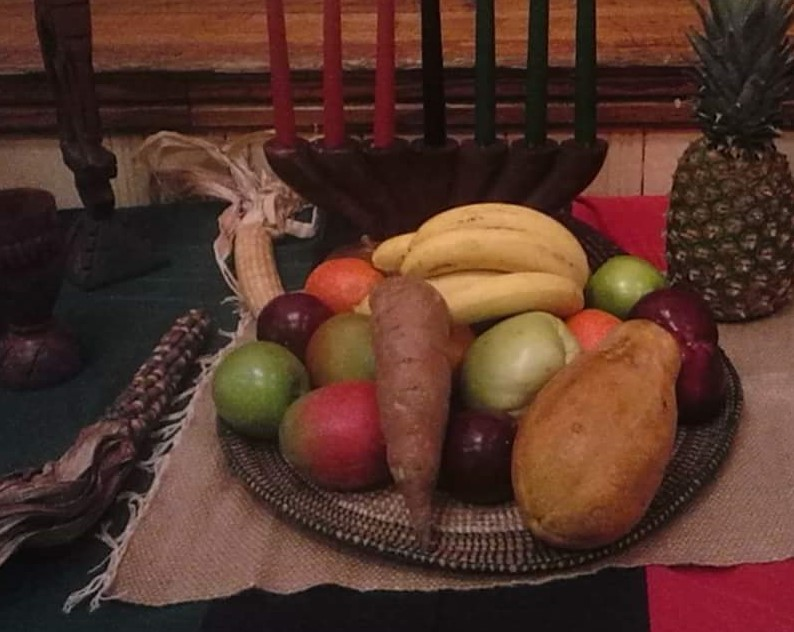
نمایش نمادهای کوانزا با میوه و سبزیجات

کوانزا از آنچه بنیانگذار آن هفت اصل کوانزا نامیده می‌شود، یا نگووزو صبا (در اصل نگووزو صبا) جشن می‌گیرد. - هفت اصل میراث آفریقا)، که شرح داده شده‌است به عنوان «مارکسیسم به یک کلید afrocentric منتقل شده‌است.» آنها در سال ۱۹۶۵، یک سال قبل از خود کوانزا ساخته شدند. این هفت اصل شامل Kawaida است، کلمه سواحیلی به معنی «مشترک». هر یک از هفت روز کوانزا به یکی از اصول زیر به شرح زیر اختصاص می‌یابد:
- Umoja (وحدت): تلاش و حفظ وحدت در خانواده، اجتماع، ملت و نژاد.
- کوجیچاگولیا (شناخت خود): برای تعریف و نامگذاری خود و همچنین ایجاد و صحبت برای خودمان.
- اوجیما (کار جمعی و مسئولیت پذیری): برای ایجاد و حفظ جامعه در کنار یکدیگر و مشکلات برادران و خواهرانمان مشکلات ما را حل کرده و آنها را با هم حل کنیم.
- اوجاما (اقتصاد تعاونی): برای ایجاد و نگهداری فروشگاه‌ها، مغازه‌ها و مشاغل دیگر خود و ایجاد سود از آنها در کنار هم.
- نیا (هدف): برای ایجاد حرفه و ایجاد جامعه و پیشرفت جامعه، به منظور ترمیم مردم ما به عظمت سنتی خود اقدام کنیم.
- Kuumba (خلاقیت): برای اینکه بتوانیم جامعه خود را زیباتر و سودمندتر از آنچه به ارث برده‌ایم، ترک کنیم تا آنجا که می‌توانیم، به بهترین وجهی که می‌توانیم انجام دهیم.
- ایمانی (ایمان): این است که با تمام وجود به مردم ما، والدین، معلمان، رهبران و عدالت و پیروزی مبارزات خود ایمان داشته باشیم.

## مستند

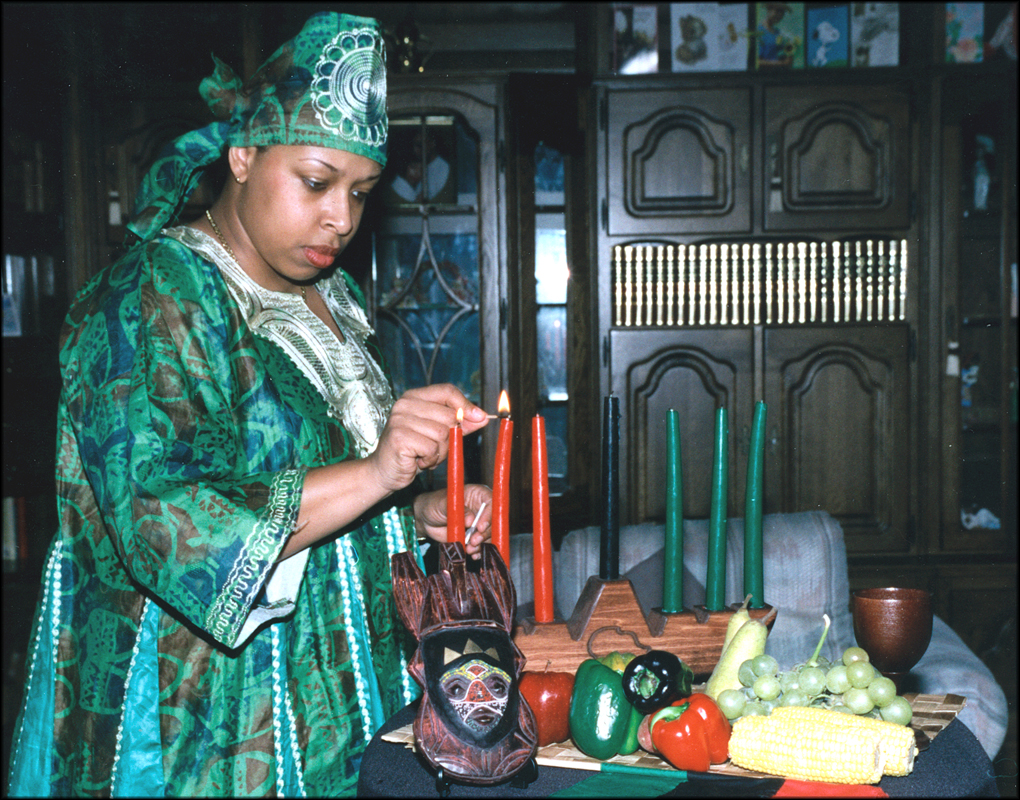
زنی که شمع‌های کینارا را برای کوانزا روشن می‌کند

مایا آنجلو فیلمی مستند دربارهٔ Kwanzaa، شمع سیاه روایت کرده‌است که توسط MK Asante , Jr ساخته و کارگردانی شده‌است و Chuck D را بازی می‌کند.